# Николль, Мерседес
Мерседес Николль (род. 5 декабря 1983 года, Норт-Ванкувер, Британская Колумбия, Канада) — канадская сноубордистка, участница олимпийских игр 2006 и 2010 годов. Призёр этапов кубка мира по сноуборду в хафпайпе.

## Биография
В детстве Мерседес Николль занималась фигурным катанием и горными лыжами. В возрасте 12 лет семья переехала в Уистлер и Мерседес стала дружить со сноубордистами, а через год сама стала заниматься сноубордом. В свободное от спорта время подрабатывает в управлении по туризму Уистлера. Увлекается йогой и велосипедом. Собирает бибы (стартовые номера) и аккредитации со всех соревнований, в которых принимала участие.

## Спортивная карьера
Мерседес Николль выступает на этапах кубка мира с 1999 года. За это время она успела восемь раз финишировать с призовым местом, дважды становилась четвёртой в общем зачёте (2004/2005 и 2009/2010).
В 2009 году стала победительницей национального первенства. На чемпионатах мира по сноуборду принимала участие шесть раз: 2003 (19-я), 2005 (10-я), 2007 (11-я), 2009 (20-я), 2011 (8-я), 2013 (14-я). На олимпийских играх Мерседес Николль дебютировала в 2006 году, где стала 27-й. На домашней олимпиаде Конрад стала 6-й, показав лучший на тот момент результат в хай-пайпе среди всех канадских сноубордистов (мужчин и женщин).